# Tatra 13

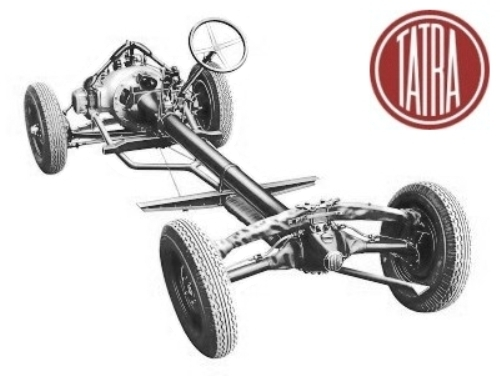
A Tatra 11 gerincváza, amelyre a Tatra 13 is épült

A Tatra 13 csehszlovák egytonnás teherbírású tehergépkocsi, amelyet 1924–1933 között gyártott a kopřivnicei Tatra autógyár, de a meglévő alkatrészekből még 1935-ben is szereltek össze ilyen tehergépkocsit.

## Története
A jármű a Tatra 11 személygépkocsi alvázán alapult. Amikor 1926-ban a jármű alapját adó Tatra 11-et felváltotta annak modernizált változata, a Tatra 12, a tehergépkocsi is az új alvázat kapta annak újdonságaival (pl. fék mind a négy keréken).
762 darab készült belőle. Annak ellenére, hogy modern műszaki szintet képviselt, a hadsereg nem mutatott érdeklődést a típus iránt (inkább a háromtengelyes, másfél tonnás Tatra 26-ost preferálta). A Csehszlovák Hadsereg csak három Tatra 13-as vásárolt. 1926-ban egy egytonnás kivitelű tehergépkocsit, majd évvel később egy autóbusz kivitelű Tatra 13-ast és 1931-ben egy rabszállítót.

## Jellemzői
A jármű a Tatra 11-nél is alkalmazott Tatra-rendszerű alvázat kapott, amely gerincvázzal és független kerékfelfüggesztéssel rendelkezett. Később a járművet a továbbfejlesztett Tatra 12 hasonló alvázára építették. A motorblokk és a csőgerinc egy merev egységet képezett. A mellső kereket lengőkarja az alumínium motorblokkhoz csatlakozott és a kerekek egy keresztirányban beépített félelliptikus laprugón nyugodtak. A hátsó hajtott kerekek a csőgerinchez csatlakozó differenciálműhöz egy-egy féltengellyel csatlakozott, és ugyancsak félelliptikus rugók gondoskodtak a rugózásról és csillapításról. A nagyobb terhelés miatt azonban a hátsó rugót megerősítették. A platós kivitel mellett más felépítménnyel, pl. busz karosszériával is készítették. A 950 kg-os saját tömegű jármű teherbírása kiviteltől függően 800–1200 kg körüli volt.
A járműbe egy kéthengeres, léghűtéses benzinmotort építettek, amely a tengelykapcsolóval és sebességváltóval egy blokkot alkotva a csővázhoz kapcsolódott. A hátsó kerekeket a csővázba futó tengely  kapcsolta a motorblokkhoz. A tengelykapcsoló négytárcsás, száraz kivitelű. A sebességváltó négyfokozatú, manuális. A motort Bosch rendszerű mágneses gyújtórendszerrel és Zenith 26 ABC porlasztóval szerelték fel.  A motor 1056 cm³ hengerűrtartalmú, amely 2800 1/perc fordulatszámon 10 kW (13 LE) maximális teljesítményt adott le. A jármű műúton 45 km/h maximális sebességet érhetett el.